# Stephen Hicks
Stephen Ronald Craig Hicks, född 19 augusti 1960 i Toronto, är en kanadensisk filosof. Han är verksam vid Rockford University i Rockford i Illinois.

## Biografi
Hicks avlade 1992 doktorsexamen vid Indiana University Bloomington med en avhandling om fundamentism, Foundationalism and the Genesis of Justification.
Han har bland annat skrivit Explaining Postmodernism: Skepticism and Socialism from Rousseau to Foucault och Nietzsche and the Nazis; den sistnämnda boken är en undersökning av nazismens ideologiska och filosofiska rötter.